# Адам де ла Аль
Адам де ла Аль (фр. Adam de la Halle, також відомий під прізвиськом Горбатий Адам, фр. Le Bossu Adam, 1240, Аррас — 1288, Неаполь) — французький поет і композитор, трувер.

## Біографія
Виховувався в абатстві Боксель, у Камбре. Належав до духовного стану, але відмовився приймати сан. Виїхав до Парижа й оселився у графа Роберта II д'Артуа. У 1282 році супроводжував графа в його поїздці до Неаполя, де залишився жити і через п'ять років помер.

## Творчість
З творчої спадщини Адама де ла Аля до нас дійшли 36 одноголосних пісень (шансон), не менше 18 jeux partis (пісні-діалоги куртуазного змісту; див. тенсона), 16 рондо, 5 політекстових мотетів. Крім того, Адам — автор двох невеликих п'єс: «П'єса про альтанку» (Jeu de la feuillée, бл. 1276) і «П'єса про Робена та Маріон» («Jeu de Robin et de Marion», що була створена біля 1275 року й містила великі музичні вставки. Сучасні дослідники розглядають цей твір як далекий прообраз опери.
Твори Адама де ла Аля вперше були зібрані і видані Е. Кусмакером 1872 року.

## Видання
- Le jeu du Robin et Marion, hrsg. v. F. Gennrich. Frankfurt a.M. u. Langen, 1962;
- The Lyric Works of Adam de la Hale, ed. by N. Wilkins // Corpus Mensurabilis Musicae, vol. XLIV (1967) (всі муз. твори в транскрипції);
- The Lyrics and Melodies of Adam de La Halle, ed. D.H. Nelson and H. van der Werf. New York, 1985.
- Adam de la Halle (Adam le Bossu). Œuvres complètes (poésies et musique), publiées par E. de Coussemaker. (Réimpression de l'édition de 1872). Slatkine Reprints, 1970. 440 p., br. 3600120172723